# John Beal
John Beal (Joplin, 13 de agosto de 1909 – Santa Cruz, 26 de abril de 1997) foi um ator norte-americano que atuou no cinema, televisão e no teatro. Foi casado com a atriz Helen Craig (n. 13 de maio de 1912, m. 20 de julho de 1986), e tiveram duas filhas, Theodora Emily e Tandy Johanna.

## Filmografia
| Ano  | Título                             |
| ---- | ---------------------------------- |
| 1933 | Another Language                   |
| 1934 | Hat, Coat and Glove                |
| 1934 | The Little Minister                |
| 1935 | Laddie                             |
| 1935 | Les Misérables                     |
| 1935 | Break of Hearts                    |
| 1936 | M'Liss                             |
| 1937 | We Who Are About to Die            |
| 1937 | The Man Who Found Himself          |
| 1937 | Border Cafe                        |
| 1937 | Madame X                           |
| 1937 | Double Wedding                     |
| 1937 | Danger Patrol                      |
| 1937 | Beg, Borrow or Steal               |
| 1938 | Port of Seven Seas                 |
| 1938 | I Am the Law                       |
| 1938 | The Arkansas Traveler              |
| 1939 | The Great Commandment              |
| 1939 | The Cat and the Canary             |
| 1941 | Ellery Queen and the Perfect Crime |
| 1941 | Doctors Don't Tell                 |
| 1942 | One Thrilling Night                |
| 1942 | Atlantic Convoy                    |
| 1942 | Stand By All Networks              |
| 1943 | Let's Have Fun                     |
| 1943 | Edge of Darkness                   |
| 1947 | Key Witness                        |
| 1947 | Messenger of Peace                 |
| 1948 | So Dear to My Heart                |
| 1949 | Alimony                            |
| 1949 | Song of Surrender                  |
| 1949 | Chicago Deadline                   |
| 1952 | My Six Convicts                    |
| 1953 | Remains to Be Seen                 |
| 1954 | New Faces                          |
| 1957 | The Vampire                        |
| 1957 | That Night!                        |
| 1959 | The Sound and the Fury             |
| 1959 | Bonanza                            |
| 1960 | Ten Who Dared                      |
| 1973 | The Bride                          |
| 1975 | The Legend of Lizzie Borden        |
| 1976 | The Adams Chronicles               |
| 1983 | Amityville 3-D                     |
| 1993 | The Firm                           |